# Hymn Sudanu Południowego
South Sudan Oyee! – hymn narodowy Sudanu Południowego. Hymn został wybrany przez Komitet Hymnu Narodowego Sudanu Południowego należący do Ludowego Ruchu Wyzwolenia Sudanu po przeprowadzeniu konkursu na hymn narodowy w sierpniu 2010. Poprzedziło ono referendum niepodległościowe w styczniu 2011 roku, które doprowadziło do uzyskania przez Sudan Południowy niepodległości 9 lipca 2011 roku. 

## Tekst

### South Sudan Oyee!
Oh God, 

We praise and glorify You 

for Your grace on South Sudan,

Land of great abundance

uphold us united in peace and harmony.

Oh motherland,

we rise raising flag with the guiding star

and sing songs of freedom with joy,

for justice, liberty and prosperity

shall forever more reign.

Oh great patriots,

let us stand up in silence and respect,

saluting our martyrs whose blood

cemented our national foundation,

we vow to protect our Nation.

Oh God, bless South Sudan.

### W języku polskim
O Boże,

Wysławiamy Cię za łaski

jakie okazałeś Południowemu Sudanowi,

Krainie obfitości.

Zjednoczyłeś nas w pokoju i harmonii.

Ojczyzno!

Wstajemy i podnosimy flagi z przewodnią gwiazdą,

Z radością śpiewamy pieśń wolności,

o sprawiedliwość, wolność i dobrobyt

po kres panowania.

O wielcy patrioci,

Stańmy w ciszy i z szacunkiem,

Pozdrawiając naszych męczenników,

Których krew scementowała nasz narodowy fundament.

Ślubujemy chronić nasz naród.

Boże, błogosław Południowemu Sudanowi!